# Jucu
Jucu (en hongrois Zsuk község) est une commune de Transylvanie, en Roumanie, dans le județ de Cluj. Elle est composée des villages Jucu de Sus, Gădălin, Juc-Herghelie, Jucu de Mijloc, Vișea.

## Coordonnées géographiques
- 46°51′18″N,
- 23°47′35,52″E

## Histoire
En 1733, à Jucu, qui était Locus unitus purus valachicus "Localité purement roumaine, de religion gréco-catholique", le siège d'un archidiaconat et d'un vicariat (Archidiaconatus Rmi Dni Vicarii generalis Sukiensis), il y avait 67 familles roumaines, donc quelque 335 d'habitants. Il y avait une maison paroissiale (Domus parochialis), une église. Deux prêtres y officiaient : Stephan et Stephan jun. Nous apprenons ces données du registre de la conscription organisée par l'évêque roumain gréco-catholique (1728 - 1751) Inocențiu Micu-Klein (né en 1692, à Sadu, județ de Sibiu, Transylvanie - décédé le 23 septembre 1768, en exil, à Rome, en Italie).

## Économie
Entre 2007 et 2011, une usine de téléphones Nokia était implantée à Jucu, dont les taxes ont grandement contribué aux finances du village. Une partie de l'argent obtenu a servi à financer de l'équipement sportif.

## Sources bibliographiques
- Augustin Bunea, Din Istoria Românilor. Episcopul Ioan Inocențiu Klein (1728 - 1751), Blaj, 1900, p. 303, 327.